# Paul Kruger
Stephanus Johannes Paulus Kruger (Bulhoek, Cap Oriental, 10 d'octubre de 1825 - Clarens, Suïssa, 14 de juliol de 1904), més conegut com a Paul Kruger i afectuosament conegut com a Oom Paul ("Oncle Paul" en afrikaans) va ser un prominent líder de la resistència bòer contra el Regne Unit i president de la República de Transvaal a Sud-àfrica. D'acord amb la llegenda, va ser anomenat Mamelodi'a Tshwane ("xiulador del riu Apies" en tswana) pels habitants del Tshwane per la seva habilitat per a xiular i imitar els cants dels ocells.

## Joventut
Kruger va néixer en una família d'origen prussià en Bulhoek, en la granja del seu avi al districte Steynsburg, i va créixer a la granja Vaalbank. Va rebre educació formal només durant tres mesos, però va arribar a estar ben informat a partir de la seva vida en el camp (veld). El seu pare, Casper Kruger, es va unir al partit emigrant (trek) de Hendrik Potgieter quan el Gran Trek va començar en 1836. Els Voortrekkers van creuar el Riu Vaal en 1838, i d'antuvi van romandre en la zona que és actualment coneguda com a Potchefstroom. El pare de Kruger més tard va decidir assentar-se en el districte avui conegut com a Rustenburg.
A l'edat de 16 anys, va rebre el dret d'escollir una granja per a ell al peu del Magaliesberg, on es va establir en 1841. A l'any següent es va casar amb Maria du Plessis, i la jove parella va acompanyar durant un temps al seu pare a viure al Transvaal oriental. Després la família va retornar a Rustenburg, on la dona de Kruger i el seu bebè van morir, probablement de malària. Es va casar llavors amb Gezina du Plessis, qui va ser la seva constant i devota companyia fins a la seva mort el 1901. Van néixer d'aquest matrimoni set noies i nou nois, alguns morts en la seva infància.

## Lideratge
Va començar com a corneta de camp en els comandos, convertint-se posteriorment Comandant General de la República de Sud-àfrica. Va ser designat membre de la comissió del Volksraad, el parlament republicà, que va elaborar una constitució. La gent va començar a escoltar-se'l i va tenir un paper prominent en el final de la guerra entre el líder de Transvaal, Stephanus Schoeman, i Marthinus Wessel Pretorius. En 1873, Kruger va renunciar com a Comandant General i durant un temps no va tenir càrrecs oficials, retirant-se a la seva granja, Boekenhoutfontein. Tanmateix, en 1874 va ser elegit per al Consell Executiu i poc temps després esdevingué Vicepresident del Transvaal.
Amb posterioritat a l'annexió del Transvaal pels britànics en 1877, Kruger es va convertir en líder del moviment de la resistència. Durant el mateix any, va visitar el Regne Unit per primera vegada com cap d'una delegació. En 1878, va formar part d'una segona delegació. Un moment destacat del seu viatge a Europa fou quan va pujar en un globus i va veure París des de l'aire. La primer Guerra dels Boers, també coneguda com a "Guerra de la Independència", va començar en 1880, i les forces britàniques van ser derrotades en la decisiva batalla de Majuba en 1881. De nou, Kruger va jugar un important paper en les negociacions amb els britànics, que van conduir a la restauració de la independència del Transvaal sota sobirania britànic.
El 30 de desembre de 1880, a l'edat de 55 anys, Kruger va ser elegit President del Transvaal. Un dels seus primers objectius va ser la revisió de la Convenció de Pretòria de 1881, l'acord entre els Boers i els britànics que va concloure la primera guerra dels bóers. Per tant, va viatjar novament al Regne Unit en 1883, facultat per a negociar amb Lord Derby. Kruger i els seus acompanyants també van visitar el Continent i la seva visita es va convertir en un triomf en països com Alemanya, Bèlgica, els Països Baixos, França i Espanya. A Alemanya, va assistir a una banquet imperial en el qual va ser presentat al kaiser Guillem I de Prússia, i va conversar llargament amb el canceller Otto von Bismarck.
Al Transvaal, les coses van canviar ràpidament després del descobriment d'or al Witwatersrand. Aquest transcendental descobriment tindria repercussions polítiques de gran abast i donar ocasió de rebel·lar-se els uitlanders o estrangers, problema que finalment provocaria la caiguda de la República. S'atribueix a Kruger haver predit els esdeveniments posteriors, declarant que en comptes d'alegrar-se pel descobriment d'or, haurien de plorar perquè això "farà que la nostra terra sigui amarada de sang". A finals de l'any 1895, va tenir lloc el fallit raid de Jameson; Jameson va ser forçat a rendir-se, dut a Pretòria i lliurat als seus compatriotes britànics per al seu càstig. En 1898, Kruger va ser elegit President per quarta i última vegada.

## Exili
L'11 d'octubre de 1899, va esclatar la Segona Guerra Anglo-Bóer. El 7 de maig de l'any següent, Kruger assistí a l'última sessió del Volksraad, deixant Pretòria el 29 de maig quan Lord Roberts avançava sobre la ciutat. Durant setmanes va romandre o en una casa a Waterval Onder o en el seu vagó de ferrocarril a Machadodorp al Transvaal oriental, actualment Mpumalanga. A l'octubre, va abandonar Sud-àfrica en un vaixell de guerra holandès De Gelderland, enviat per la Reina Gullermina dels Països Baixos, que simplement va ignorar el bloqueig naval britànic a Sud-àfrica. La seva esposa estava massa malalta per a viatjar i va romandre a Sud-àfrica i va morir el 20 de juliol de 1901. Kruger va anar a Marsella i va romandre per un temps als Països Baixos, abans de mudar-se a Clarens, Suïssa, on va morir el 14 de juliol de 1904. Fou enterrat al cementiri Church Street de Pretòria el 16 de desembre de 1904.